# Кенсай
Кенса́й (Узбекистан, Ташкентская область, Ташкентский район) — поселок городского типа.

## История
Основан в 1961 году. Проект финансирован НИИ СВ и В им. Р.Р. Шредера с целью обеспечения жильём а также награждения трудодовиков и научных сотрудников института.

## Структура
Посёлок состоит из 22-х двухэтажных домов из них:
- 19 коттеджей по 6 квартир в каждом
- 3 двенадцатиквартирных дома с двумя подъездами каждый.